# احتجاجات الدراويش 2018
احتجاجات الدراويش 2018 هي سلسلة من الاحتجاجات المستمرة منَ الدراويش الإيرانيين الذين هم أعضاء في الإسلام الصوفي في طهران بإيران. بدأت الاحتجاجات في الرابع من شباط/فبراير 2018  ثم سرعان ما هدأت في اليوم التالي بيدَ أن الاحتجاجات اندلعت مرة أخرى في 19 شباط/فبراير حيث قُتلَ 3 أفراد من قوات الأمن بعد أن دهستهم حافلة.

## الخلفية
ينتمي الدراويش للمؤسّسة الصوفية التي تعتبرها الحكومة الإيرانية تهديدًا، خاصّة أن التحوّل أمر غير مقبولٍ من المؤسسة الدينية الشيعية. بحلول كانون الثاني/يناير سُجنَ 10 أشخاص من أعضاء الجماعات الصوفية في محافظة فارس كما تمّ سجنُ آخرون في سجن إيفين بِطهران.

## الاحتجاجات
نظمت المؤسسة الصوفيّة في 19 شباط/فبراير اعتصامًا قُربَ مركزٍ للشرطة تابع للباسدران في مدينة طهران حيث يقبعُ أحد أعضائها هناك. بعد وقت قصير؛ اندلعت اشتباكات بين المتظاهرين الصوفيين من جهة وقوات الأمن من جهة ثانية. استخدمت هذه الأخيرة الغاز المسيل للدموع في محاولة منها لتفريق المحتجين مما أسفر عن مقتل خمس من عناصر شرطة مكافحة الشغب.
بحسب الصحافة الإيرانية فقد ألقت الشرطة القبض على حوالي 300 شخص كما أفادت بعضُ التقارير مقتل مجموعة من المتظاهرين دون الكشف عن هوياتهم أو أعدادهم. تجمّع المتصوفون الدراويش في وقتٍ لاحق حول منزل زعيمهم نور علي تابانديه لحمايته من الاعتقال. في أعقاب ذلك؛ أظهرت لقطات ظهرت صورها هوات تعرض المتظاهرين الصوفيين للتعذيب على القوات الحكومية وذلك بعد اعتقالهم من ساحة الاحتجاج.